# Estàtua eqüestre de Cosme I de Mèdici
L'estàtua eqüestre de Cosme I de Mèdici és una obra de Giambologna situada a la Piazza della Signoria a Florència.
Ferran I de Mèdici l'encarregà per honorar el seu pare, primer Gran Duc de Toscana, que havia mort feia quinze anys.
L'encarregà al 1587 a l'escultor més important de Florència en aquell moment, Giambologna. El disseny amb el pas d'avanç del cavall en una estàtua de bronze eqüestre en feu la primera escultura eqüestre més important de Florència.
Giambologna necessità una fossa especial per a una obra de tan gran dimensió. Tenia de model més proper l'obra de Donatello a Pàdua i a Venècia, tot i que per al cap del cavall es fixà en l'escultura del cavall etrusc de les col·leccions dels Mèdici i que ara es troba al Museu Arqueològic Nacional de Florència.
El 1591 el cavall estava llest. El 1594 l'obra fou acabada totalment, amb la figura del Gran Duc i el pedestal de marbre, on es col·locaren tres baixos relleus que representen els episodis més destacats de la seua vida: L'elecció de duc (el 1537), La conquesta de Siena (1555) i L'atorgament del títol de Gran Duc (1569), cadascú amb una cartel·la explicativa en llatí. També al pedestal hi ha el símbol del capricorn de l'escut de Cosme, un símbol de grandesa, com l'estel en la constel·lació que s'associada a Amaltea i la cabra. A la banda est, una altra inscripció en llatí esculpida en bronze celebra les gestes del Gran Duc.
L'estàtua tingué molt d'èxit, i Giambologna rebé molts encàrrecs semblants per a altres monuments eqüestres: a París el monument a Enric IV de França, encarregat per la seua vídua Maria de Médici (destruït durant la Revolució francesa), a Madrid, el de Felip III de Castella (encara a la plaça Major), i a Florència per al mateix Ferran I de Mèdici. Aquesta última obra, sense acabar en morir l'escultor, fou acabada pel seu deixeble Pietro Tacca.

## Galeria d'imatges

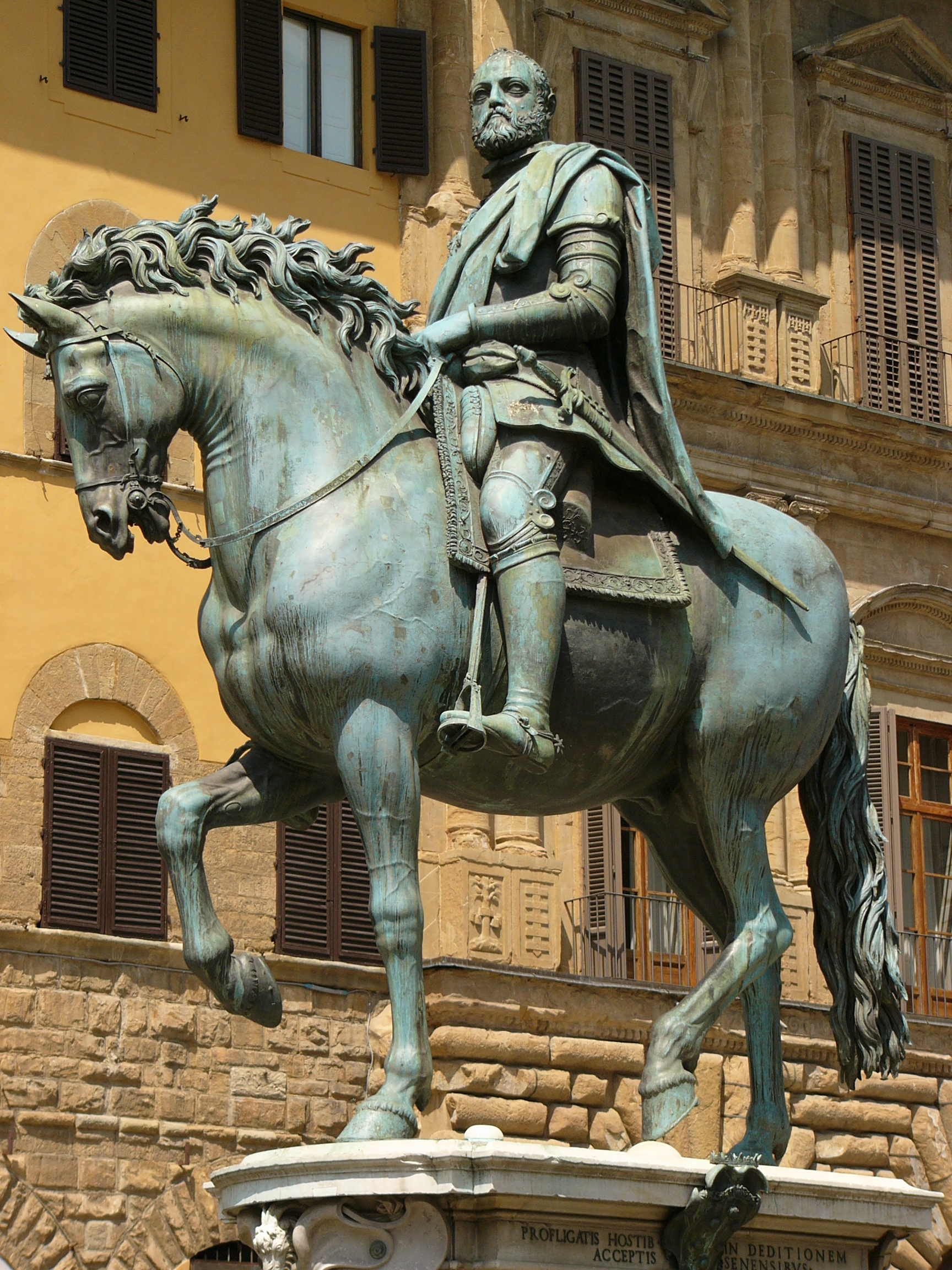
Perfil de l'estàtua
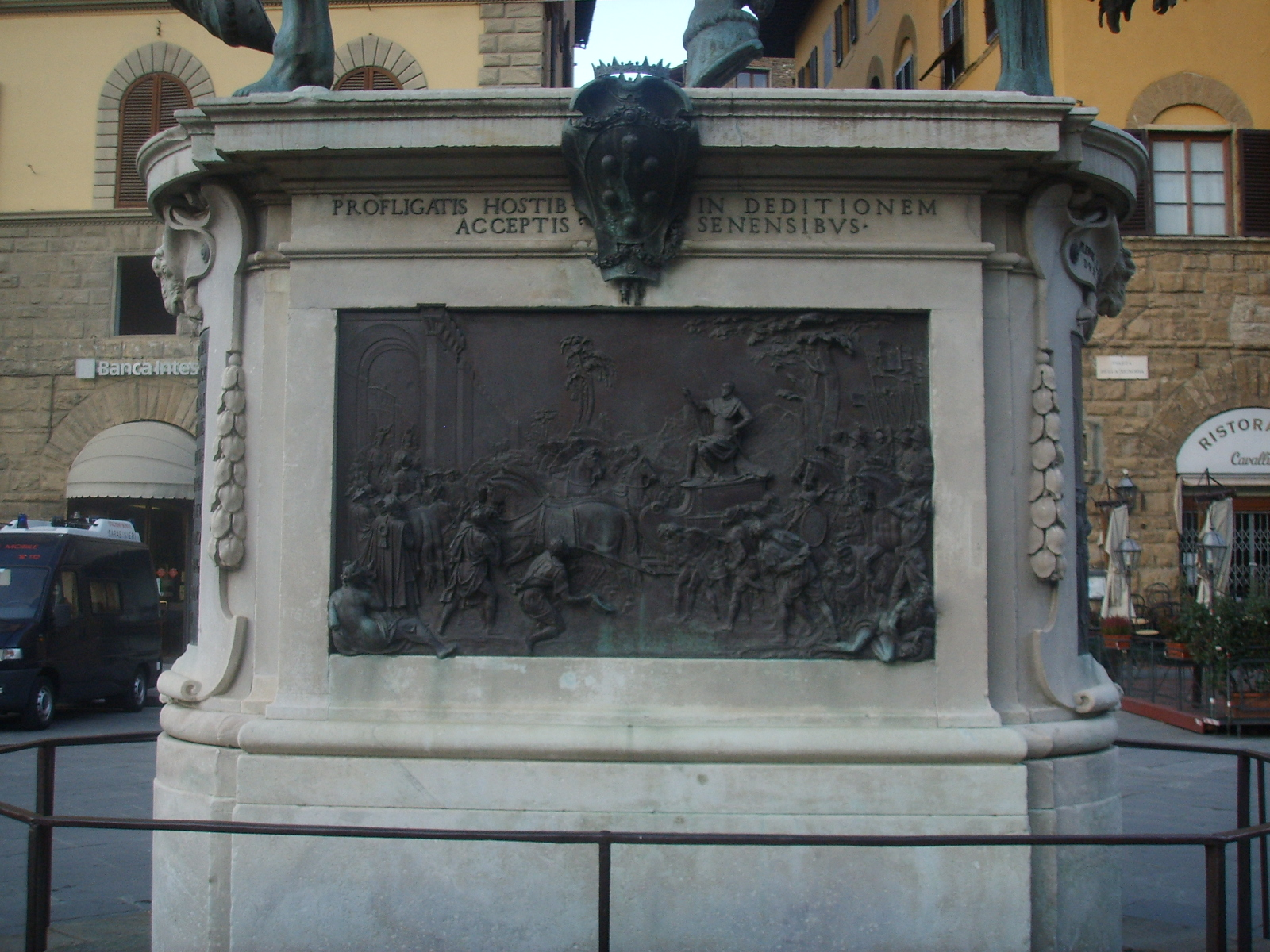
Relleu del pedestal
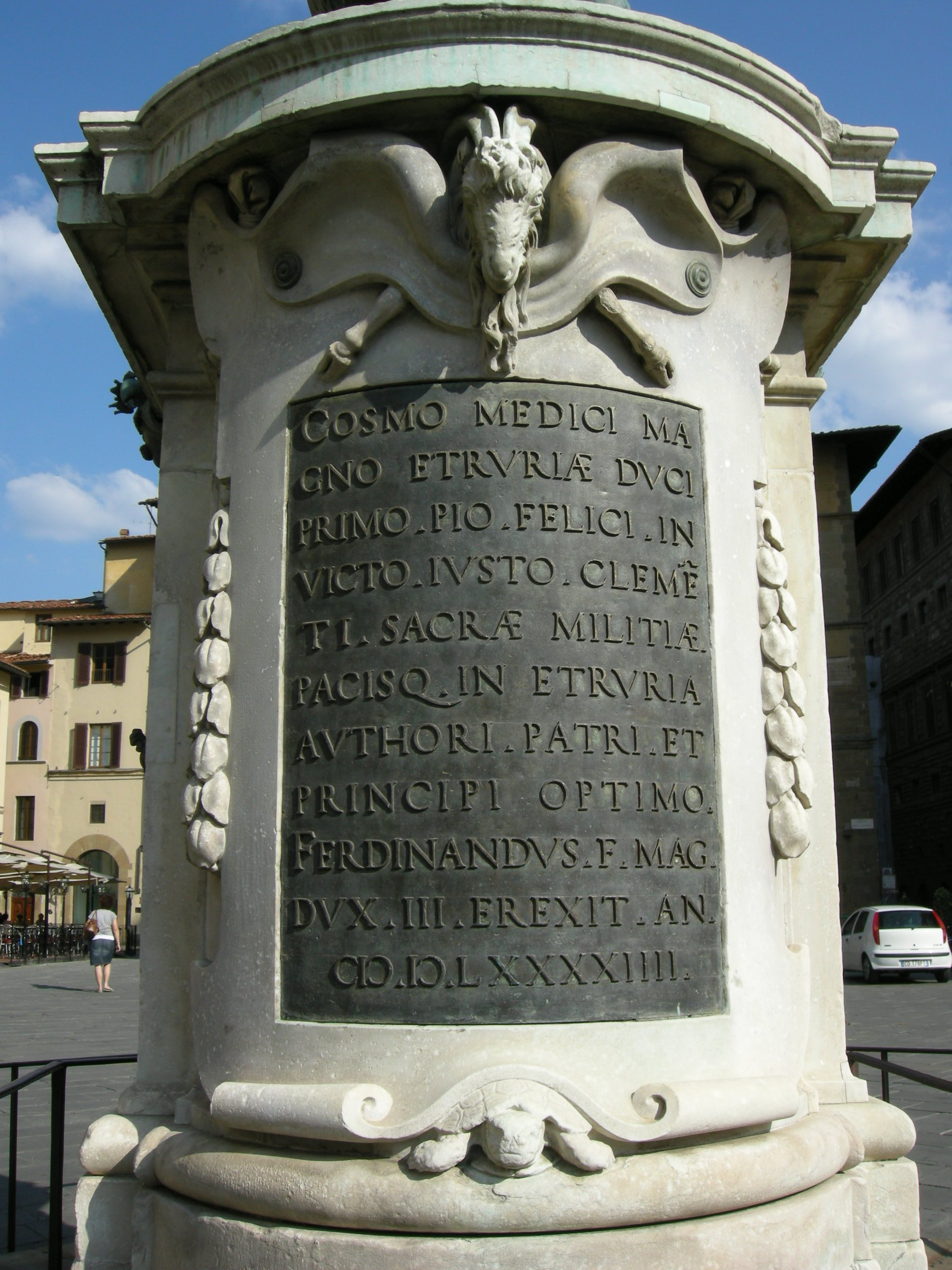
Inscripció al pedestal
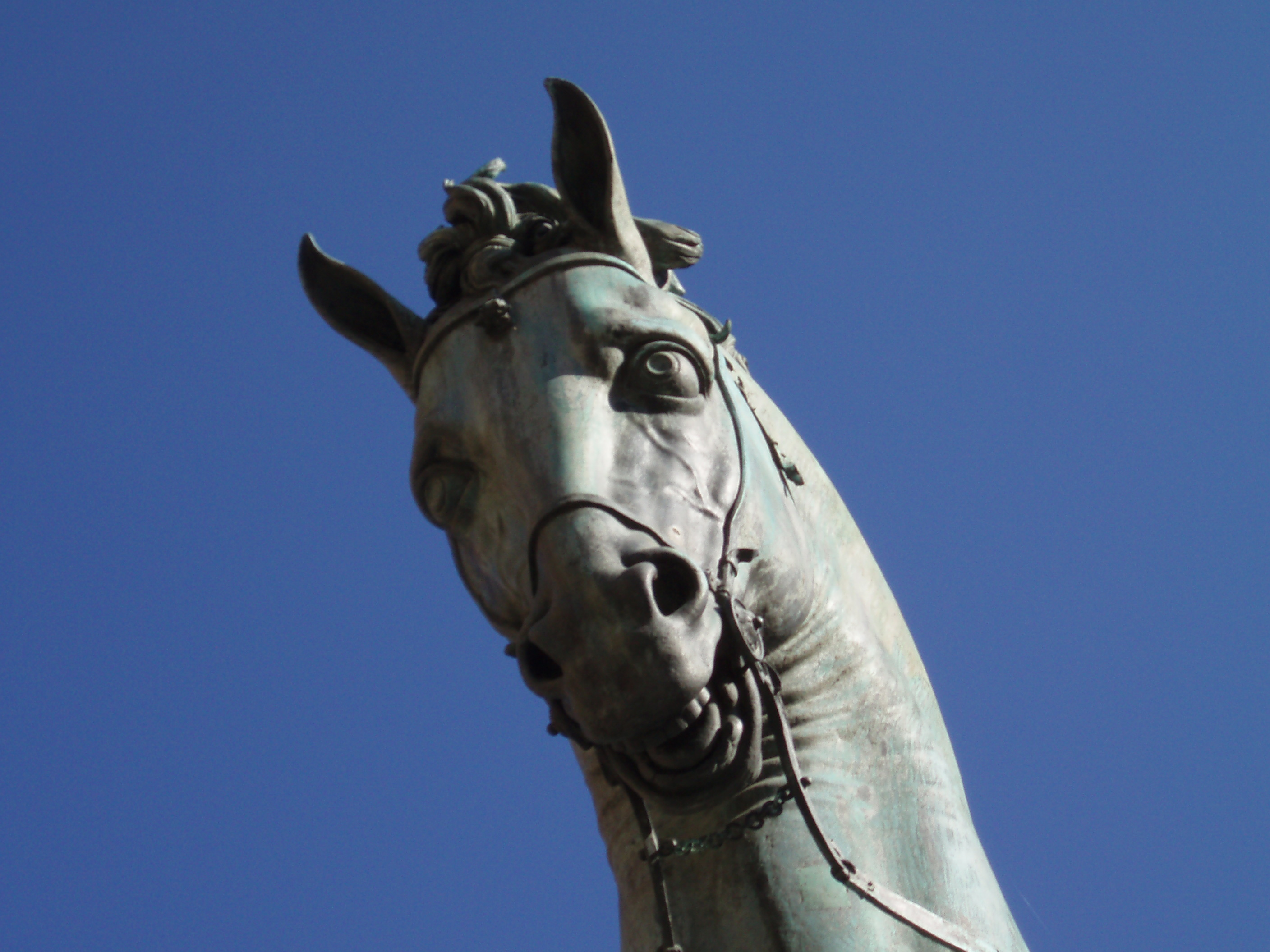
Detall del cap del cavall